# Friedrich Ratzel
Friedrich Ratzel (n. 30 august 1844, Karlsruhe, Marele Ducat de Baden – d. 9 august 1904, Münsing, Districtul Bad Tölz-Wolfratshausen, Regatul Bavariei, Reich-ul German) a fost un zoolog, geograf și geopolitician german, considerat părintele fondator al geopoliticii. Autor a numeroase lucrări, printre care Antropogeografia (1888) și Geografia politică (1897).
De la Friederich Ratzel a rămas denumirea de „antropogeografie” (geografie umană). În cadrul acesteia, el a analizat aspecte de geografie politică: teritoriul, războiul, statul, poporul, energia poporului (energie vitală), teritoriul necesar unui popor (spațiu vital). Opera sa a reprezentat sursa elaborării ideologiei național-socialiste de către Adolf Hitler în cartea sa Mein Kampf.
Friedrich Ratzel, un geograf și etnograf german, a fost remarcabil și pentru faptul că a folosit pentru prima termenul Lebensraum ("spațiu de locuit"), în sensul în care socialiștii naționali l-au utilizat ulterior.

## Viața
Tatăl lui Ratzel era șeful personalului gospodăriei Marelui Duce din Baden. Friedrich a urmat  liceul în Karlsruhe timp de șase ani, înainte de a fi dat la studii la farmaceutică la vârsta de 15 ani. În 1863, a plecat la Rapperswil pe lacul Zurich, Elveția, unde a început să studieze clasicul. Un an mai târziu, fiind medic la Moers lângă Krefeld din zona Ruhr (1865-1866), a petrecut o scurtă perioadă de timp la liceul din Karlsruhe și a devenit student la zoologie la universitățile din Heidelberg, Jena și Berlin, absolvind în 1868.
După finalizarea școlarizării sale, Ratzel a început o perioadă de călătorii, transformându-se din zoolog / biolog în geograf. A început să lucreze în teren la Marea Mediterană, scriind scrisori ale experiențelor sale. Aceste scrisori au dus la o slujbă ca reporter ce călătorește pentru Kölnische Zeitung ("Cologne Journal"), care i-a oferit mijloace pentru deplasările ulterioare. Ratzel s-a aventurat în mai multe expediții, cea mai lungă și cea mai importantă fiind călătoria sa în America de Nord, Cuba și Mexic în perioada 1874-1875. Această călătorie a fost un punct de cotitură în cariera lui Ratzel. El a studiat influența oamenilor de origine germană în America, în special în Vestul mijlociu al Statelor Unite, precum și a altor grupuri etnice din America de Nord.
El a realizat o lucrare scrisă din contul său în 1876, Städte-und Kulturbilder aus Nordamerika (Profilul orașelor și culturilor din America de Nord), care ar contribui la stabilirea domeniului geografiei culturale. Potrivit lui Ratzel, orașele sunt cel mai bun loc pentru a studia oamenii, deoarece viața în orașe este "amestecată, comprimată și accelerată" și scoate în evidență "cele mai mari, cele mai bune și cele mai tipice aspecte ale oamenilor". Ratzel călătorea în orașe precum New York, Boston, Philadelphia, Washington, Richmond, Charleston,New Orleans și San Francisco.
După întoarcerea sa în 1875, Ratzel a devenit lector în geografie la Liceul Tehnic din München. În 1876, a fost promovat la profesor asistent, apoi a devenit profesor în 1880. Între timp la München, Ratzel a scris mai multe cărți și și-a stabilit cariera sa academică. În 1886, a acceptat o programare la Universitatea din Leipzig. Prelegerile sale au fost frecventate, în special de influentul geograf american Ellen Churchill Semple.
Ratzel a pus fundamentele geografiei umane în cele două volume Antropogeographie din 1882 și 1891. Această lucrare a fost interpretată greșit de mulți dintre studenții săi, creând o serie de determiniști de mediu. El și-a publicat lucrarea privind geografia politică, Politische Geographie, în 1897. În această lucrare Ratzel a introdus concepte care au contribuit la Lebensraum și darwinismul social. Cea de-a treia lucrare a sa, volumul "Istoria omenirii" a fost publicată în limba engleză în 1896 și conținea peste 1100 de gravuri excelente și o cromolitografie remarcabilă.
Ratzel și-a continuat activitatea la Leipzig, până la moartea sa subită pe 9 august 1904 în Ammerland, Germania. Ratzel, fiind un învățăt de interes academic universitar, era un german hotărât. În timpul izbucnirii războiului franco-prusac în 1870, sa alăturat armatei prusace și a fost rănit de două ori în timpul războiului.

## Scrieri
Influențat de gânditori, inclusiv de Darwin și zoologul Ernst Heinrich Haeckel, a publicat mai multe lucrări. Printre acestea se numără eseul Lebensraum (1901) referitor la biogeografie, creând o bază pentru varianta unică a geopoliticii germane: Geopolitik.
Scrierile lui Ratzel, au coincis cu creșterea industrializării germane după războiul franco-prusac și cu căutarea ulterioară a piețelor, care au adus-o în competiție cu Marea Britanie. Scrierile sale au servit drept o justificare binevenită pentru expansiunea imperială. Influențat de geostrategistul american Alfred Thayer Mahan, Ratzel a scris despre aspirațiile de a ajunge la navele germane, fiind de acord că puterea maritimă se auto-susține, deoarece din profitul din comerț,  plăteau marinarilor comercianți, spre deosebire de puterea de pe uscat.
Principala contribuție a lui Ratzel la geopolitik a fost expansiunea asupra concepției biologice a geografiei, fără o concepție statică a granițelor. Statele sunt, în schimb, organice și în creștere, frontierele reprezentând doar o oprire temporară în mișcarea lor. Nu este statul propriu-zis ca și organism, ci pământul în legătura sa spirituală cu poporul, care atrage atenția spre el. Amploarea granițelor unui stat este o reflectare a sănătății națiunii.
Ideea lui Ratzel despre Raum (spațiu) ar crește din concepția sa de stat organic. Conceptul său timpuriu de lebensraum nu era o expansiune politică sau economică, ci o expansiune naționalistă și spirituală rasială. Motivul Raum este o forță motrice istorică, împingând popoarele cu un mare Kultur să se extindă în mod natural. Spațiul, după Ratzel, a fost un concept vag, teoretic nelimitat. Raum a fost definit ca locul în care trăiesc popoarele germane, iar alte state mai slabe ar putea servi pentru a susține economic poporul german, iar cultura germană ar putea fertiliza alte culturi. Cu toate acestea, trebuie remarcat faptul că conceptul lui Ratzel de raum nu a fost prea agresiv, dar a teoretizat pur și simplu ca expansiune naturală a statelor puternice, în zone controlate de state mai slabe.
Cartea pentru care Ratzel este recunoscută în întreaga lume este Antropogeographie. A fost finalizată între anii 1872 și 1899. Principalul obiectiv al acestei lucrări monumentale îl reprezintă efectele diferitelor caracteristici fizice și locații asupra stilului și vieții oamenilor.

## Citate
„O filozofie a istoriei rasei umane, demnă de numele ei, trebuie să înceapă cu cerurile și să coboare pe pământ, trebuie să fie taxată de convingerea că toată existența este una - o singură concepție susținută de la început până la sfârșit pe o lege identică.”